# マキシマム・リスク
『マキシマム・リスク』（原題：Maximum Risk）は、1996年のジャン＝クロード・ヴァン・ダム主演のアメリカ映画。
香港からリンゴ・ラム（林嶺東）監督を招いて撮らせたアクション映画。

## あらすじ
南仏のニース。刑事アランは、パートナーのセバスチャンに連れられてある男の殺害現場に向かう。行ってみると、男の顔はアランと瓜二つであった。殺害された男のホテルにあったIDを見ると、名前はミカエル、アランと全く同じ日に生まれていることが分かった。アランが母親に尋ねると、実はミカエルとアランは双子の兄弟で、ミカエルは幼い頃に養子に出されたことが分かった。
生き別れた後の弟を知るため、また弟の仇を取るために、アランはロシアン・マフィアやFBIを相手に真相を探ろうとする。

## 登場人物
アラン・モロー
演 - ジャン＝クロード・ヴァン・ダム
刑事。年は32歳。軍隊出身で湾岸戦争に参戦したことがあり、狙撃の名手として活躍した。元軍人だけあり戦闘に長けている。勘も冴えており、相手の裏をかける知性を持つ。双子の弟がいたことを知り、事件の真相を探る。事件に対する執念は尋常ではなくアレックスからも「マフィアよりも怖い」と言わしめた。
ミカエル・スヴァロフ
演 - ジャン＝クロード・ヴァン・ダム
アランの双子の弟。ロシアマフィアの一員。16でホームレスになった。
アレックス
演 - ナターシャ・ヘンストリッジ
ミカエルの恋人。クラブの経営者。
イワン
演 - ザック・グルニエ
マフィア。短気な性格で失態を犯した部下に過剰な罰を与えるなど厳しい。ミハイルを好ましく思っておらず独断で殺害しようとした。
セバスチャン
演 - ジャン＝ユーグ・アングラード
アランの同僚。アランの友人で軍隊時代からの付き合い。妻がいる。友達思いでアランを気にかけている。火災が突如起きて怪我をしても市民を非難させる正義感を持つ。
デイヴィス
演 - フランク・ヴァン・キーケン
小説家志望のタクシー運転手。アランを乗せたことで知り合い、変わった印象を持ったアランに興味を持ち、アランの頼みを引き受けたことで関わりを持つようになる。気がいいがお喋りで注意力と集中力がない。情報屋としての性分もある。イワンたちから逃亡するアランとアレックスを乗せて協力するが流れ弾をくらい死亡する。巻き込まれて死ぬ形となったがアランとアレックスを恨まず、二人も自分たちを助けてくれたデイヴィスの死を惜しんだ。
ペルマン
演 - ポール・ベン＝ヴィクター
FBI捜査官。実は汚職に手を染めている。アランをだまし打ちしようとするが見破られて返り討ちにあう。
ルーミス
演 - フランク・センガー
FBI捜査官。ぺルマン同様、汚職に手を染めており、一緒になってアランを襲おうとするが返り討ちにあう。
キーロフ
演 - デイヴィッド・ヘンブレン
マフィアのボス。情は深くミカエルとイワンを息子のように愛していた。話の分かる人物でアランに協力するが裏切ったイワンとヒットマン達に殺害される。
シャンタール
演 - ステファーヌ・オードラン
アランとミカエルの母親。病気で体が弱く一人しか育てることができなかったことからミカエルを養子に出した。

## キャスト
| 役名                                | 俳優                           | 日本語吹替 | 日本語吹替                                                                                                |
| 役名                                | 俳優                           | ソフト版 | テレビ朝日版                                                                                              |
| ----------------------------------- | ------------------------------ | --- | --- |
| アラン・モロー ミカエル・スヴァロフ | ジャン＝クロード・ヴァン・ダム | 大塚芳忠 | 山寺宏一                                                                                                  |
| アレックス                          | ナターシャ・ヘンストリッジ     | 湯屋敦子 | 日野由利加                                                                                                |
| イワン                              | ザック・グルニエ               | 銀河万丈 | 小川真司                                                                                                  |
| セバスチャン                        | ジャン＝ユーグ・アングラード   | 家中宏 | 大滝寛 |
| デイヴィス                          | フランク・ヴァン・キーケン     | 石川禅 | 島田敏 |
| ペルマン                            | ポール・ベン＝ヴィクター       | 島田敏 | 岩崎ひろし                                                                                                |
| ルーミス                            | フランク・センガー             | 仲野裕 | 楠見尚己                                                                                                  |
| キーロフ                            | デイヴィッド・ヘンブレン       | 大木民夫 | 大塚周夫                                                                                                  |
| シャンタール                        | ステファーヌ・オードラン       | 石波義人 | 藤本譲 |
| その他                              |                                | 野沢由香里 田中正彦 天田益男 伊藤栄次 安井邦彦 宝亀克寿 高瀬右光 水原リン 幸田夏穂 小野未喜 星野千寿子 大黒和広 | 翠準子 後藤哲夫 内田直哉 秋元羊介 小室正幸 塚田正昭 小野未喜 乃村健次 真山亜子 鈴木紀子 吉田孝 浜野ゆうき |
|                                     |                                | | |
| 演出                                |                                | 蕨南勝之 | 木村絵理子                                                                                                |
| 翻訳                                |                                | 春山陽子 | 徐賀世子                                                                                                  |
| 調整                                |                                | 兼子芳博 | 荒井孝 |
| プロデュース                        |                                | 吉岡美惠子 岩見純一                                                                                             | |
| 効果                                |                                | | リレーション                                                                                              |
| 制作                                |                                | ACクリエイト | 東北新社                                                                                                  |
| 初回放送                            |                                | | 2000年4月16日 『日曜洋画劇場』                                                                            |

## ハリウッド特有の壁
リンゴ・ラムは2回ジャン＝クロード・ヴァン・ダムとコンビを組むものの、水野晴郎によれば、実際はハリウッド映画界特有のシステムは彼に戸惑いと不満を与えたものだったため体質が合わなかったと漏らした事もあったとされる。これはジョン・ウー、ツイ・ハークもほぼ同じ意見だったらしいが、特にラムにその傾向がかなり強かったらしく、香港では考えられないような高予算でラムにしてみれば有り余る大金が支払われる一方で制約等が比べ物にならない位キツく、本国に帰りその不満を爆発させるように撮った映画『高度戒備』(日本未公開)が本国香港では久々の傑作を撮ったとして好評だった。